# Heteroconger enigmaticus
Heteroconger enigmaticus és una espècie de peix pertanyent a la família dels còngrids.

## Descripció
- El mascle pot arribar a fer 43,7 cm de llargària màxima i la femella 41,6.
- Nombre de vèrtebres: 154-163.[5]

## Hàbitat
És un peix marí, demersal i de clima tropical que viu entre 3 i 24 m de fondària.

## Distribució geogràfica
Es troba al Pacífic occidental: Indonèsia i Papua Nova Guinea.

## Observacions
És inofensiu per als humans.